# Tallende
Tallende település Franciaországban, Puy-de-Dôme megyében. Lakosainak száma 1565 fő (2022. január 1.). Tallende Le Crest, Plauzat, Saint-Amant-Tallende, Saint-Sandoux, La Sauvetat és Veyre-Monton községekkel határos.

## Népesség
A település népessége az elmúlt években az alábbi módon változott:
| Lakosok száma | 1562 | 1557 | 1610 | 1521 | 1503 | 1499 | 1502 | 1510 | 1565 |
|               | 2013 | 2015 | 2016 | 2017 | 2018 | 2019 | 2020 | 2021 | 2022 |